# Memex

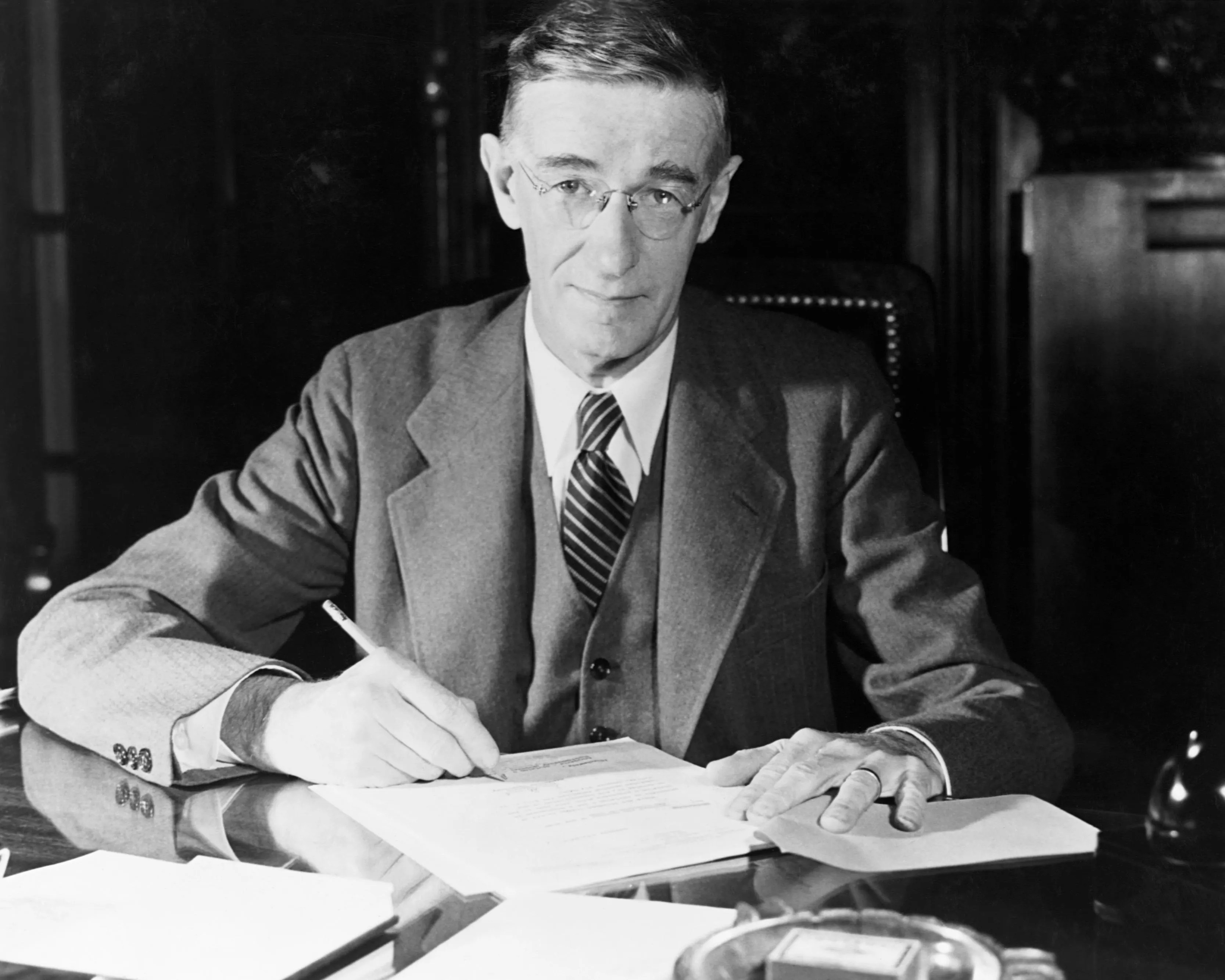
Vannevar Bush

Memex se trata de un dispositivo de base de datos, que nunca fue materializado por nadie, en el que se almacenarían todo tipo de documentos. Este dispositivo constaría de una mesa con un teclado y palancas que permitiría la consulta de datos almacenados en microfilms que serían proyectados en unas pantallas translúcidas. El aparato incluiría también una opción para que el usuario pudiera tomar anotaciones en los márgenes, de manera que el usuario se convirtiera a su vez en autor. Vannevar Bush fue el primero en describir el funcionamiento del Memex en su artículo As we may think, de 1945.
Capaz de crear y seguir enlaces entre distintos documentos almacenados en microficha, un sistema muy parecido a lo que hoy conocemos como un hipertexto.
El nombre Memex es el acrónimo de Memory - Index, probablemente por similitud a Rolodex (Rolling - Index), un dispositivo para almacenamiento y búsqueda de información en fichas muy popular en esa época. También hay autores que opinan que el origen del término es Memory - Extender

## Orígenes
Vannevar Bush estaba estupefacto por “la creciente montaña de investigación” a la que debían enfrentarse los trabajadores en todos los campos, Bush se dio cuenta de que el número de publicaciones ya había crecido mucho más allá de nuestra capacidad de aprovechar realmente la información acumulada. El conjunto de la experiencia humana está creciendo a un ritmo prodigioso, pero los medios que empleamos para desplazarnos por este laberinto hasta llegar al punto importante del momento son los mismos que utilizábamos en los tiempos de las carabelas. Añadía: “Puede que haya millones de grandes ideas, así como los resúmenes de las experiencias en que se basan, todo ello archivado en estructuras de piedra de aceptable arquitectura; pero, si el estudioso solo consigue acceder a uno de ellos tras una semana de investigación diligente, muy probablemente no podrá mantener sus síntesis al día. Lo que quiere decir es que su forma de acceder a la información iría de forma tan lenta que cuando ya consigue un artículo sobre su tema de interés, ya se han generado muchos más sobre el mismo punto.
La solución al problema vendría si se resolvía lo que él denominó "el asunto de la selección” -- la recuperación de la información -- y la razón primaria que los que necesitan información no puede encontrar cuentan en cambio con medios inadecuados de almacenar, modificar y categorizar información, a la artificialidad de sistemas de indexar. Decía: “Cuándo los datos de cualquier tipo se colocan en una base de datos o se almacenan, son archivados alfabéticamente o numéricamente, y la información se encuentra, se realiza un mapa hacia abajo en subclase a la subclase. Puede estar en solo un lugar, a menos que utilicemos los duplicados; uno tiene que tener las reglas en cuanto a cuál es el camino para localizarlo, y las reglas son incómodas. Encuentro un artículo, además, uno tiene que surgir del sistema y reentrar en un sendero nuevo”. 
Después de describir los medios de almacenar y clasificar el saber de su época, Bush se queja, "La mente humana no funciona así" ("As We May Think”), sino por asociación. “Sujetando” un hecho o una idea, “la mente salta instantáneamente al dato siguiente, que le es sugerido por asociación de ideas, siguiendo alguna intrincada trama de caminos conformada por las células del cerebro". Bush al fijarse cómo funcionaba la mente, concluye que "opera por asociación": solo, salta inmediatamente al siguiente punto que le sugiere la asociación de ideas, por lo tanto, creía que un sistema de recuperación de información debería seguir un perfil similar, siendo capaz de conectar asuntos relacionados.

### Solución
Para liberarnos de los confinamientos de inadecuados sistemas de clasificación y permitir seguir nuestra tendencia natural a "la selección por asociación, y no mediante índices”, Vannevar Bush propone entonces el dispositivo "Memex", capaz de llevar a cabo, de una manera más eficiente y más parecida a la mente humana, la manipulación de hechos reales y de ficción. Según explica: "Un memex es un dispositivo en el que una persona guarda sus libros, archivos y comunicaciones, dotados de mecanismos que permiten la consulta con gran rapidez y flexibilidad. Es un accesorio o suplemento íntimo y ampliado de su memoria". El Memex se concebía como un dispositivo o aparato, una especie de mesa con superficies translúcidas, palancas y motores para una búsqueda rápida de archivos en forma de microfilmes. 
Nota: fue realmente durante la década de los años treinta, escribiendo antes de los tiempos del ordenador digital, que por primera vez le vino la idea del Memex a Vannevar Bush, idea a la que le dirigió su atención de forma intermitente durante treinta años.

### Funcionamiento y características
Se trataba de un aparato de uso individual y privado que almacena libros, archivos y comunicaciones como lo hacen las bibliotecas, pero su búsqueda es mecanizada y veloz. Lo que Bush veía mentalmente es en parte un PC contemporáneo y en parte un sofisticado programa de hipertexto. El modo en que describe el uso de su Memex es una descripción perfecta de cómo un lector contemporáneo se mueve por el hipertexto: "...construye un camino a través del laberinto de materiales disponibles siguiendo su propio interés."
Además de buscar y recuperar información, el Memex también permitía al lector "añadir notas marginales y comentarios, valiéndose de un posible tipo de fotografía seca; e incluso podría hacerlo con un sistema de agujas, como el telégrafo que se ve hoy en día en las salas de espera de las estaciones del ferrocarril, igual que si tuviera la página física delante de él.
De este aspecto crucial llaman la atención dos cosas: primero, Bush está convencido de la necesidad de anotar, durante la lectura, los pensamientos transitorios y las reacciones al texto. Con este énfasis, lo que hace Bush es redefinir el concepto de lectura como un proceso activo que implica escritura. Y, segundo, la referencia al lector perspicaz y activo, que puede anotar un texto “igual que si tuviera la página física delante de él", atestigua la necesidad de concebir un texto más virtual que físico. Una de las cosas más curiosas acerca de la posición de Bush es como utiliza las limitaciones de una forma de texto para idear una tecnología nueva, y cómo solo nos lleva, a su vez, a una concepción totalmente nueva del texto. 
No son solamente su capacidad para recuperar la información y anotarla, sino también su sistema de “índice por asociación”, que los actuales sistemas del hipertexto denominan nexo, “cuya idea básica es la capacidad de cualquier artículo para, a su vez, seleccionar, inmediata y automáticamente, otro artículo”.
Bush nos hace una descripción de cómo los lectores crearían "trayectos infinitos” con esos nexos: “Al elaborar un trayecto, el usuario primero le da un nombre, luego introduce dicho nombre en su libro de códigos y lo teclea en el teclado. Delante de él están los dos artículos que han de unirse proyectados en dos superficies de visionado adyacente. Debajo de ellos, hay unos espacios para  códigos en blanco y un puntero para designarlos. El usuario solo tiene que tocar una tecla y los dos artículos se encuentran unidos. En cada espacio para códigos consta el código pertinente del código asociado. También en el espacio para códigos, pero sin que se vea, hay una serie de puntos que serán leídos por una célula fotoeléctrica; estos indican, con su posición relativa, el número de índice del otro artículo.  Más adelante, cada vez que se visione uno de los artículos, el otro podrá ser recuperado con simplemente apretar un botón situado debajo del correspondiente código”.
La increíble premonitoria descripción que hace Bush de cómo el usuario del Memex crea y luego sigue trayectos solo puede equipararse a su reconocimiento crucial de que estos trayectos mismos constituyen una nueva forma de textualidad e incluso de escritura. Como él mismo lo explica: "cuándo se han unido numerosos artículos para formar un trayecto... es exactamente como si se hubiesen reunido artículos físicos desde fuentes muy distantes, y se lo hubiese encuadernado juntos para formar un libro nuevo." Y añade: “de hecho, va incluso más lejos, ya que cada artículo puede estar unido en numerosos trayectos a la vez", y, así, cada bloque de texto, imagen u otra información puede formar parte de varios libros. 
Este memex nuevo, se aclara, es el libro nuevo, o una versión adicional del libro nuevo, y, como libros, estos arrastran los conjuntos y las "telarañas" se pueden compartir. Bush propone, otra vez bastante exactamente que, "aparecerán formas enteramente nuevas de enciclopedias, ya habiendo hecho una malla de los rastros asociativos que entre ellos, se prepara para ser dejado caer en el Memex y allí es amplificado". Los lector-escritores igualmente importantes e individuales pueden compartir los conjuntos de documento y los aplica a problemas nuevos, de manera rápida y mecanizada.